# Livre

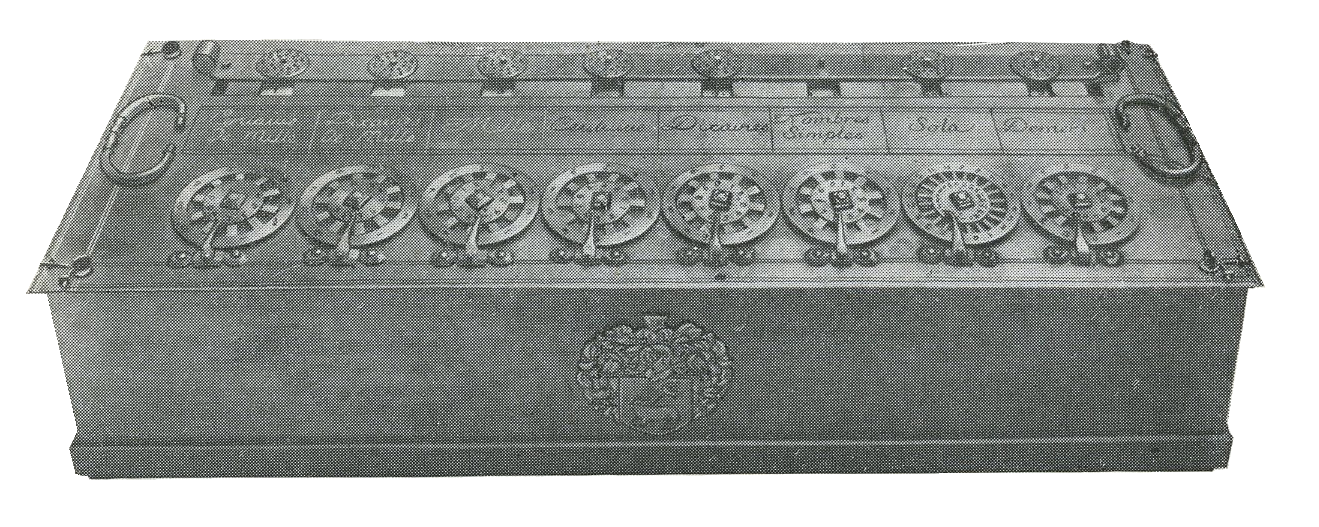
De rekenmachine van Blaise Pascal toont een rij tientallige wieltjes, maar de twee rechter wieltjes zijn 20- en 12-tallig, voor de sous en deniers

De livre of libra was een Franse munteenheid tot 1795. Het was de naam van zowel het muntstuk als de munteenheid. In het Nederlands werd de livre ook wel Frans pond of pond parisis genoemd.

## Geschiedenis

### Oorsprong
Het pond parisis was de opvolger van de Romeinse munten en werd de officiële rekeningmunt ingevoerd door Pepijn de Korte in 755 op de synode die doorging in het paleis van Vernon in Normandië, zoals men kan lezen in artikel 27, De Moneta, van de Handelingen der Synode. Hij stelde dat het pond maximaal uit 22 sols (ook wel sous) mocht bestaan.
Dit werd aangepast door Karel de Grote vlak na 790, die de rekeneenheid gelijkstelde aan een pond fijn zilver. Het pond werd onderverdeeld in 20 sols, van elk 12 deniers.
Het woord livre kwam van het Latijnse woord libra, een Romeinse eenheid van gewicht. Het woord betekent ook pond (gewicht of munteenheid).
Het woord sou wordt in het Frans tot heden gebruikt in de betekenis stuiver - het twintigste deel van de munteenheid.
Het systeem van de livre en de denier diende als model voor vele Europese munten, waaronder het Britse pond, de Italiaanse lire, de Spaanse dinero en de Portugese dinheiro.
De eerst bekende livre was de livre parisis. Aanvankelijk werden enkel deniers geslagen, maar later werden ook grotere stukken geslagen. In verschillende regio's konden deze verschillen van gewicht en kwam men ook tot verschillende waarden van ponden.

### Late middeleeuwen
In 1203 werd Touraine toegevoegd aan het koninklijke domein van Filips II. De officiële valuta wordt dan het Tours pond ("livre tournois"), dat gebaseerd was op de deniers die aanvankelijk in de abdij van Tours werden geslagen en die als munt wijd verbreid waren in het westen van het land. De twee ponden blijven naast  elkaar bestaan. De waarde van het pond parisis is 1,25 Tours pond.
Na de terugkeer van Lodewijk IX van zijn kruistocht voerde hij in 1262 een munthervorming door en maakte van het Tours pond de officiële munteenheid voor gans Frankrijk. Het pond parisis verdween stilaan maar bleef vrij populair in Artois en in Vlaanderen. Het slaan van munten werd een monopolie van het koningshuis. In 1263 werd de eerste gouden écu geslagen die een waarde had van drie "livre tournois" .

### Franc
Op 5 december 1360 werden de eerste gouden francs geslagen in Compiègne. Ze moesten onder meer dienen voor het betalen van het losgeld van vier miljoen ecu’s voor Jan II van Frankrijk aan de Engelsen. Jan II was gevangengenomen op 19 september 1356 tijdens de  Slag bij Poitiers. De regent Karel V liet een nieuw muntstuk slaan, een gouden écu, met een beeltenis van de koning te paard, die later de "franc à cheval" genoemd werd en een waarde had van slechts één Tours pond.
In 1365 laat Karel V nieuwe gouden francs slaan met een afbeelding van de monarch staand onder een baldakijn, deze munt met een identiek gewicht en een identieke waarde, werd  dan ook de "franc à pied". Er volgen nog zilveren francs geslagen door Hendrik III en munten van een halve en van een vierde franc.
Tussen 1360 en 1641 werden livre tournois geslagen onder de naam Franse frank. De naam werd in de volksmond gebruikt voor 1 livre tournois maar werd nooit gebruikt op munten of biljetten. In 1586 verbiedt diezelfde Hendrik III het slaan van Franse francs maar tot 1640 werden wel stukken van een halve en een kwart frank geslagen.

### 17de eeuw
Onder Lodewijk XIII werden er aanvankelijk nog halve en kwart francs geslagen. Daarna besloot hij tot een munthervorming en op 23 december 1641 liet hij een nieuwe munt slaan, de Louis d’or. De franc was vanaf dan een vervallen munt, maar de term bleef populair in het taalgebruik waar de "franc" de "livre" vervangen had. De Louis zal de Franse munteenheid blijven tot aan de Franse revolutie.
In 1667 werd de livre parisis definitief afgeschaft door Lodewijk XIV en bleef alleen het Tours pond nog in gebruik als rekeneenheid.

### 18de eeuw

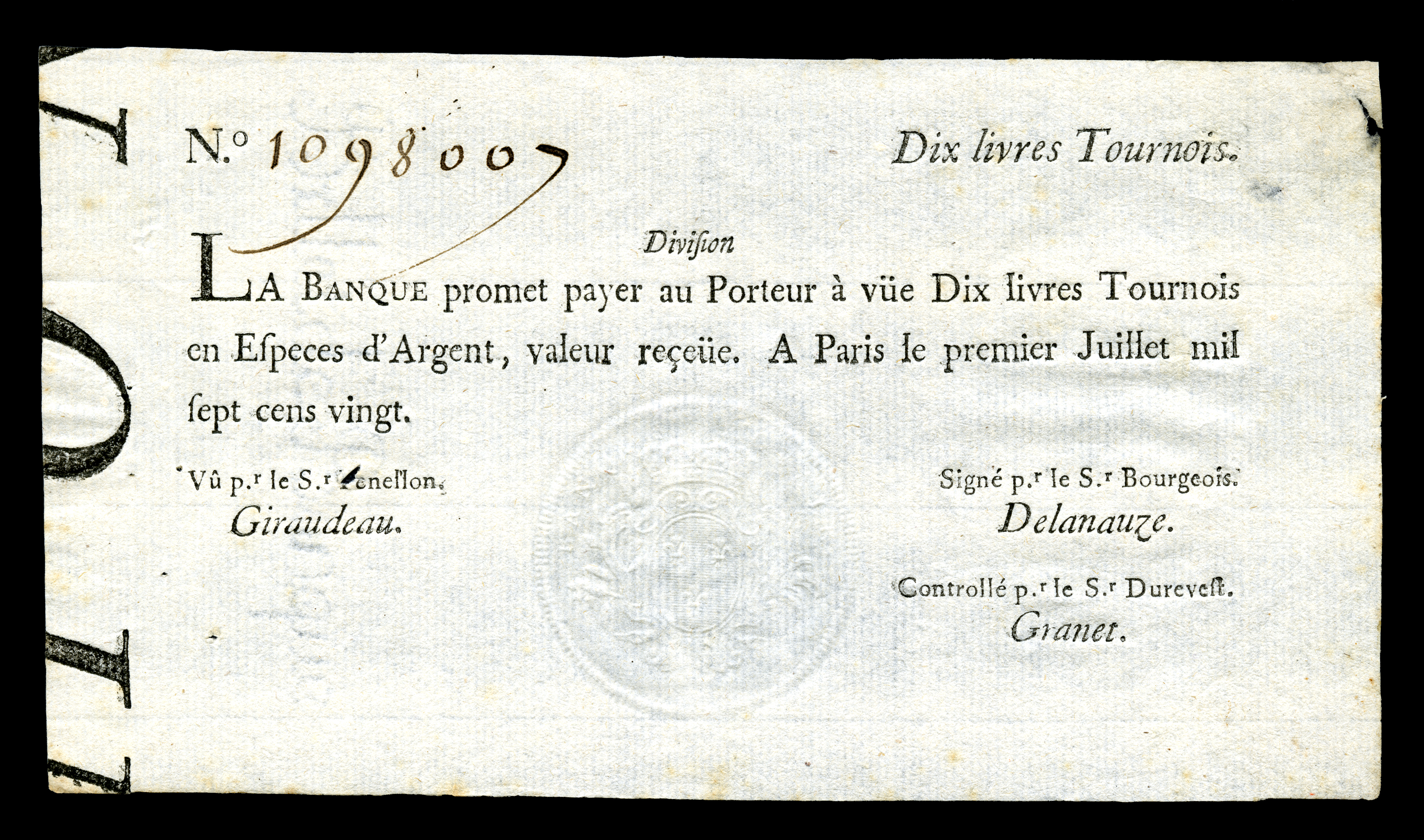
La Banque Royale-10 livres Tournois (1720)

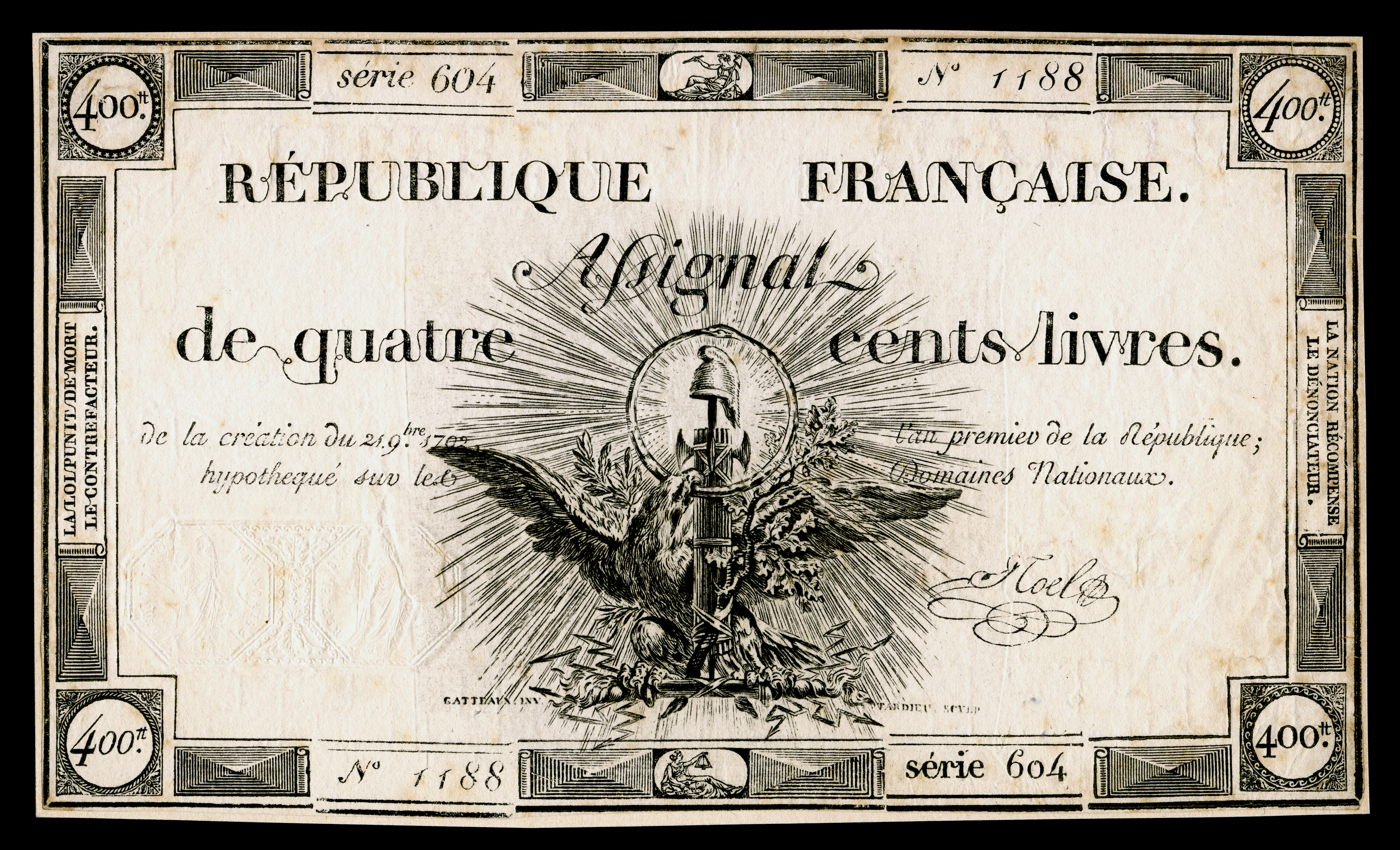
Assignat République Française-400 livres (1792)

In 1701 werd het eerste Franse bankbiljet in ponden gedrukt. Door overproductie hielden de bankbiljetten hun waarde tegenover het zilver niet en crashte de "Koninklijke bank" in 1720 waardoor de biljetten waardeloos werden. Voor meer informatie hierover zie het artikel over John Law de econoom die het papiergeld introduceerde.
In 1726 werd door Lodewijk XV's minister Kardinaal Fleury een stabiel monetair systeem ingevoerd. In dit system werd de waarde van 8 ounces goud (of één mark) gelijkgesteld met 740 pond, 9 sols. Voor 8 ounces zilver werd de waarde op 51 pond, 2 sols en 3 deniers gezet. Hierdoor werd een strikte omrekenkoers van goud en zilver ingevoerd en werd de waarde van de munten die in die tijd in circulatie waren vast bepaald:
- De Louis d'or (gouden munt) was 24 pond waard.
- De zilveren écu was 6 pond waard
- De koperen munten van 1 en 2 sols waren 12 deniers per sol waard
- De denier die in omloop was in munten en 6 en 3 deniers hadden dus ook een vaste waarde van respectievelijk een halve en een kwart sol
- Munten van een pond waren nooit in omloop geweest.

In 1776 werd papieren geld opnieuw ingevoerd door de "Caisse d'Escompte" uitgedrukt in ponden. Het waren een soort aandelen aan toonder. Ze werden uitgegeven tot in 1793. Vanaf 1789, bij het begin van de Franse Revolutie werden er ook assignaten uitgegeven die gedekt waren door de onteigende kerkelijke goederen. Maar ook hier werd meer papier uitgegeven dan er dekking voorhanden was en de waardepapieren werden snel waardeloos.
De laatste munten in de  pond munteenheid werden uitgegeven in het tweede jaar van de republiek (1794) om in 1795 plaats te maken voor de Franse frank die toen 1 pond 3 deniers waard was.

### Na 1795
Het pond bleef het wettelijk betaalmiddel op de Kanaaleilanden tot men in 1834 door de voorraad munten was en men het Engelse pond aanvaardde als munteenheid. De biljetten en munten worden wel op Jersey vervaardigd als Jersey ponden.